# Театральный мир
«Театральный мир» (англ. Theatre World Award) — американская театральная награда, ежегодно вручаемая актёрам и актрисам за выдающийся дебют на Бродвейской или Офф-Бродвейской сцене. Впервые была присуждена по итогам театрального сезона 1945—1946 годов.

## История
Первыми обладателями награды были Бетти Комден, Джуди Холлидей и Джон Райт. Победители выбираются комиссией из нью-йоркских театральных критиков. На май 2015 года жюри премии составляли Рома Торре (NY1), Дэвид Коут (Time Out New York), Джо Дземианович (Daily News), Питер Филичиа (The Newark Star-Ledger), Гарри Хаун (Playbill), Мэтью Мюррей (TalkinBroadway.com) и Фрэнк Шек (New York Post).
Основатель награды и редактор библии американских театралов Theatre World Джон Элвин Уиллис скончался в 2010 году.